# Lago hipersalino

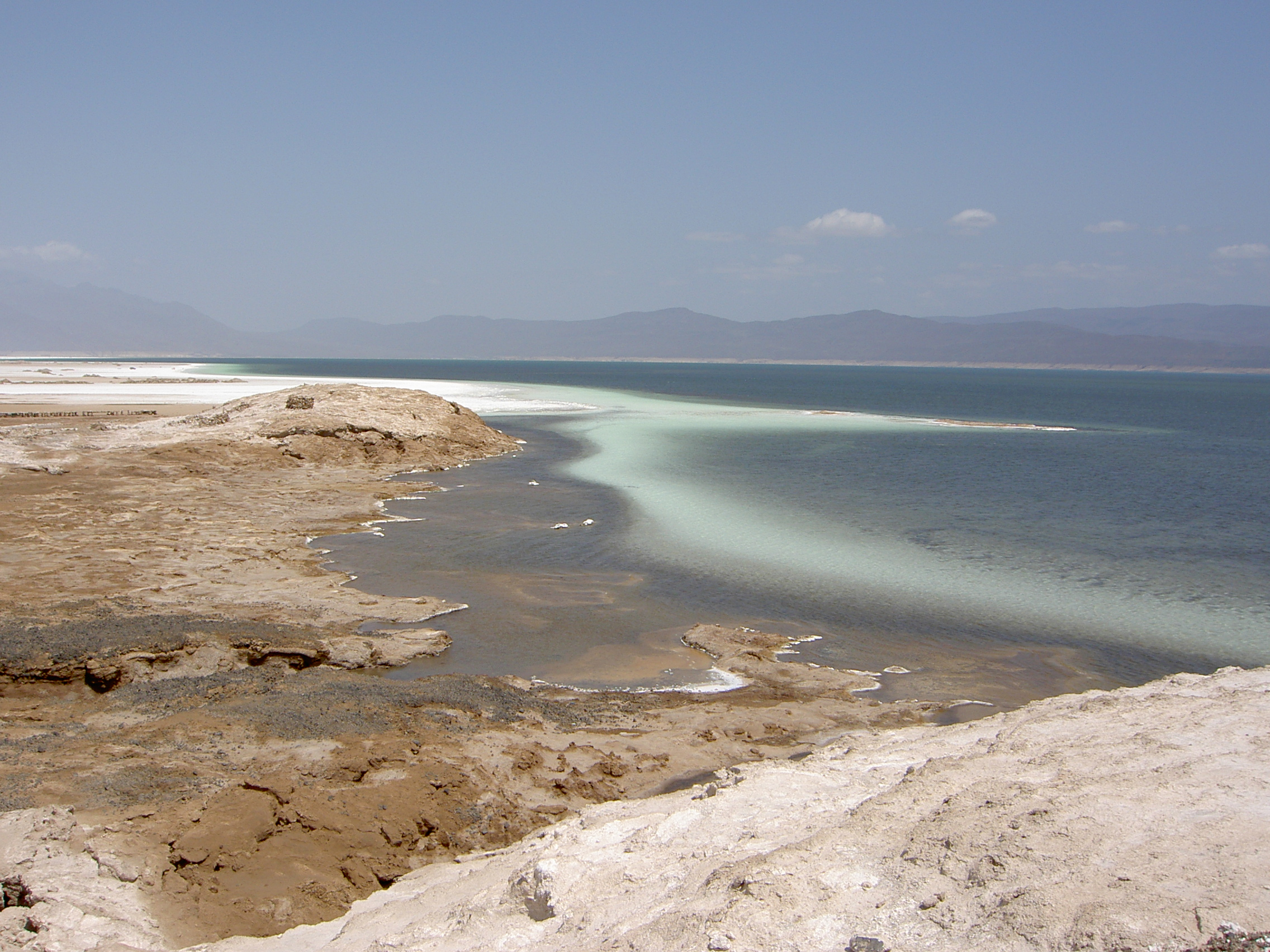
Lago Assal, el lago más salino fuera de la Antártida

Un lago hipersalino es una masa de agua sin salida al mar que contiene concentraciones significativamente elevadas de cloruro sódico u otras sales minerales. Estos tipos de lagos tienen el agua salina con concentraciones que superan el contenido medio de sal del mar (35 gramos/litro). En los lagos hipersalinos existen especies adaptadas especialmente de microbios y crustáceos, sin embargo no suelen ser aguas adecuadas para la mayoría de las formas de vida. Algunas especies entran en dormancia cuando se desecan, y se sabe de algunas especies que están presentes desde hace 250 millones de años.
Los lagos más salinos del mundo se encuentran en la Antártida (Valles secos de McMurdo), como el lago Don Juan por encima del 40% de concentración salina (18 veces más salino que los grandes océanos, que normalmente tienen una salinidad del 3,5%). Esta elevada concentración provoca que el lago Don Juan no sea un glaciar, a pesar de que soporta temperaturas por debajo de los -50 °C.
Fuera de la Antártida el lago más salíno es el lago Assal en Yibuti, con una salinidad del 34,8%, aunque el ejemplo más conocido de lago hipersalino es el mar Muerto, con una salinidad del 33,7%.
Entre los lagos hipersalinos de Norteamérica destaca el Lago Mono de California donde se ha encontrado la extraordinaria bacteria GFAJ-1.